# Allograpta ascita
Allograpta ascita är en tvåvingeart som först beskrevs av John Richard Vockeroth 1969.  Allograpta ascita ingår i släktet Allograpta och familjen blomflugor. Inga underarter finns listade i Catalogue of Life.